# Liste der Bodendenkmäler in Uettingen
Auf dieser Seite sind die Bodendenkmäler in der oberfränkischen Gemeinde Uettingen zusammengestellt. Diese Tabelle ist eine Teilliste der Liste der Bodendenkmäler in Bayern. Grundlage ist die Bayerische Denkmalliste, die auf Basis des Bayerischen Denkmalschutzgesetzes vom 1. Oktober 1973 erstmals erstellt wurde und seither durch das Bayerische Landesamt für Denkmalpflege geführt wird. Die folgenden Angaben ersetzen nicht die rechtsverbindliche Auskunft der Denkmalschutzbehörde.

## Bodendenkmäler der Gemeinde Uettingen

### Gemarkung Greußenheim
| Lage                   | Objekt                     | Akten-Nr.     | Bild |
| ---------------------- | -------------------------- | ------------- | ---- |
| Greußenheim (Standort) | Siedlung der Metallzeiten. | D-6-6124-0155 |      |

### Gemarkung Uettingen
| Lage                 | Objekt | Akten-Nr.     | Bild |
| -------------------- | --- | ------------- | ---- |
| Uettingen (Standort) | Siedlung der Linearbandkeramik. | D-6-6124-0154 |      |
| Uettingen (Standort) | Siedlung der Linearbandkeramik. | D-6-6224-0041 |      |
| Uettingen (Standort) | Vorgeschichtliche Siedlung. | D-6-6224-0042 |      |
| Uettingen (Standort) | Siedlung der Späthallstatt-/Frühlatènezeit. | D-6-6224-0058 |      |
| Uettingen (Standort) | Frühneuzeitlicher Handwerksplatz. | D-6-6224-0076 |      |
| Uettingen (Standort) | Archäologische Befunde des Mittelalters und der frühen Neuzeit im Bereich des Ortskernes von Uettingen.                                                 | D-6-6224-0116 |      |
| Uettingen (Standort) | Archäologische Befunde im Bereich der frühneuzeitlichen ehemalige Dorfbefestigung in Uettingen.                                                         | D-6-6224-0117 |      |
| Uettingen (Standort) | Archäologische Befunde im Bereich der im Kern mittelalterlichen, frühneuzeitlichen Evangelisch-Lutherischen Pfarrkirche St. Bartholomäus von Uettingen. | D-6-6224-0118 |      |
| Uettingen (Standort) | Archäologische Befunde im Bereich des neuzeitlichen Schlosses in Uettingen.                                                                             | D-6-6224-0119 |      |